# Алексеевка (село)
Алексеевка (на румънски: Alexeevca) – село в Молдова, в състава на териториална административна единица Гагаузия. Влиза в състава на община Светлий.